# Иван Млади
Иван Иванович Млади (15. фебруар 1458 — 7. март 1490) био је удеони кнез Твера, син и наследник великог кнеза московског Ивана III Васиљевича и његове прве жене велике кнегиње Марије Борисовне, ћерке великог кнеза Твера Бориса Александровича и сестре Михаила Борисовича, који је владао у Тверу. Као нећак Михаила Борисовича, који није имао синова, полагао је право на наследство Великог кнежевства Тверског.

## Биографија
Рођен 15. фебруара 1458. године. Кнежев небески заштитник постао је свети Јован Крститељ; поводом његовог рођења, његов отац велики кнез Иван III је подигао камену цркву светог Јована Крститеља „на Бору“.
Године 1468. пратио је великог кнеза Ивана III у походима против Казањског каната.
Од 1477. године, - проглажен за савладара свога оца. (Г.В. Вернадски указује на 1470. годину) Кованице тог времена су коване са именима оба московска владара.
Године 1472. и 1477., током очевог похода на Велики Новгород, управљао је Москвом („био је задужен“).
Заједно са својим стрицем кнезом Андрејем Васиљевичем Меншијем, био је један од вођа руске војске током „Стајања на реци Угри“ 1480. године.
Кнез Иван Млади се 1483. године оженио ћерком молдавског владара кнеза Стефана III Великог, кнегињом Јеленом, коју су у Русији звали „Волошанка“, што је допринело јачању војно-политичког савеза са Молдавском кнежевином. Исте године им се родио син Димитриј Иванович Унук.
Кнез Иван Иванович је, заједно са оцем великим кнезом Иваном III Великим, кренуо у поход на Твер и након његовог присаједињења Москви 1485. године, након протеривања његовог ујака великог кнеза Михаила Борисовича, који је тражио савез са Пољацима, постао је кнез Твера. У част владавине кнеза Ивана Младог, у Тверу је издат новчић на којем је он приказан како одсеца реп змији, што је персонификовало издају великог кнеза Михаила Борисовича.
Године 1490, кнез се разболео од „болова у ногама“. Лекар Леби Жидовин је позван из Венеције, али ни он није могао да утврди узрок болести од које је кнез Иван Млади преминуо 7. марта 1490. године. Лекар је погубљен по наређењу великог кнеза Ивана III због неуспешног лечења. Постоји хипотеза о тровању кнеза Ивана Младог од стране слугу велике кнегиње Софије Палеолог, али је не потврђују документи.
Јединог преживелог сина кнеза Ивана Младог, кнеза Димитрија Ивановича Унука, прогласио је за свладара његов деда велики кнез Иван III 1498. године, али је пао у немилост 1502. године и умро у затвору 1509. године, већ за време владавине свог стрица великог кнеза Василија III.

### Породица
- Супруга - од 1483. године, кнегиња Јелена Стефановна Мушат (Волошанка), ћерка молдавског владара кнеза Стефана III Великог, рођака у другом колену.
- Деца:
- Димитриј Иванович Унук (10. октобар 1483 – 14. фебруар 1509).
- Иван Иванович (15. фебруар 1485[8] - ?), умро је у детињству.

## Филм
- Пуло, Твер, 1485-90. На полеђини бакарног новчића ковано је име најстаријег сина великог кнеза Ивана III као „Велики кнез Иван Иванович“.ТВ серија "Софија" - Иља Илиних.